# Jan Kněžínek
Jan Kněžínek, né le 8 mai 1979 à Jihlava, est un avocat et homme politique tchèque.